# 斯蒂利扬·彼得罗夫
斯蒂利揚·阿約謝夫·彼得羅夫（Стилиян Альошев Петров，1979年7月5日—）是一位保加利亞職業足球員。他在2006年8月30日自蘇超球隊凱爾特人轉會到阿斯頓維拉，并担任维拉队队长。2012年3月31日，彼得羅夫被确诊患有急性白血病，曾一度退役，後來在2016年復出。
彼得羅夫因其在凱爾特人和保加利亞國家足球隊的穩定表現而得以成名。彼得羅夫作為保加利亞國家隊的一員參加了2004年歐洲足球錦標賽，在這屆賽事保加利亞對丹麥的小組賽中，彼得羅夫因收到紅牌被罰出場。他代表國家隊出場超過100次，是FIFA百场俱乐部的成员。
在2005年，彼得羅夫在星期日郵報的體育記者Mark Guidi的協助下出版了自己的自傳，書名是《You Can Call Me Stan》，「Stan」是彼得羅夫的昵稱。在這本書中，彼得羅夫說明了「Stiliyan」才是他名字的正確拼寫，而不是「Stilian」，其後者經常被報刊使用。

## 生平

### 球會
早期
彼得羅夫出生在蒙塔納，最初他在當地的球隊PFC 蒙塔納（PFC Montana）踢球。在他18歲時，他被一位著名球探及教練迪米塔尔·佩内夫（Dimitar Penev）發現，并轉會去了索菲亞中央陸軍，轉會費是30,000歐元。他在1999年和中央陸軍一起贏得了保加利亞杯的錦標。
凱爾特人
凱爾特人隊使彼得羅夫開始在足球場上成名。當他第一次來到格拉斯哥時，他感到想家并且擔心無法適應在蘇格蘭的生活。不過在一年之後他就在一隊打上了主力。在2005年10月26日，彼得羅夫在凱爾特人對馬瑟韋爾的比賽中首次上演帽子戲法，這場比賽凱爾特人以5-0戰勝對手。
截止到2009年，他是蘇超聯賽排名第10位的射手（打入55球）。
阿斯頓維拉
凱爾特人隊在2006年4月拒絕了彼得羅夫提出的書面轉會請求，他當時正與阿斯頓維拉主教練，前凱爾特人主教練馬田·奧尼爾商談轉會。8月30日，彼得羅夫轉會至阿斯頓維拉，轉會合約為期四年，轉會費為650萬英鎊，并且未來可能增加到800萬英鎊。他的首場英超比賽是在9月10日，阿斯頓維拉對西漢姆聯的一場比賽，比賽最終以1-1的比分結束。在2007年，彼得羅夫的球衣號碼從11號改為19號。
彼得羅夫代表維拉的首個進球是在2006年12月11日對谢菲尔德联的一場比賽中打入的。他在2008年4月12日阿斯頓維拉對已經確定降級的德比郡的比賽中在球場中場位置處打入了一個非常漂亮的遠射進球，這是他在該賽季的第一個進球，在這場比賽中維拉以6-0取勝。該進球也被列入賽季最佳進球候選名單，這也是阿斯頓維拉自俱樂部成立以來的距離球門最遠進球紀錄。
在2008/09賽季，彼得羅夫的表現有了很大提高，他也因此成為了一隊的主力隊員。 在2008年10月2日的一場阿斯頓維拉對利特克斯的聯盟杯賽事當中，彼得羅夫被首次任命為阿斯頓維拉的隊長，在這場比賽中他還攻入了一個進球。
2009年5月，在阿斯頓維拉的支持者進行的投票和阿斯頓維拉球員進行的投票中，彼得羅夫均被選為「年度最佳球員」。在2009年5月20日，他和俱樂部簽訂了一份新的為期四年的合約，這將使彼得羅夫在2013年之前都會留在阿斯頓維拉。
伴隨著阿斯頓維拉前隊長馬丁·勞爾森以及其繼任者加雷斯·巴里的離開，彼得羅夫已經成為阿斯頓維拉下一任隊長的熱門人選之一。在接受《週日水銀小報》的采訪時，彼得羅夫表示能夠成為一家擁有悠久傳統和歷史的偉大俱樂部的隊長將會感到非常榮幸。
2009/10年球季阿士東維拉到西班牙參加和平盃作為季前熱身賽，彼得羅夫不幸肩膀脫臼。
2012年3月底，在阿斯顿维拉0比3不敌阿森纳的比赛后，彼德罗夫出现发热症状，并在30日的后续检查中被确认患有急性白血病。31日，彼德罗夫曾告诉保加利亚媒体，说他准备退役以更好地和病魔作斗争。但他的经理人之后否认了退役的说法。

### 國家隊
在2006年10月12日，身為保加利亞隊隊長的彼得羅夫在27歲時宣布只要赫里斯托·斯托伊奇科夫繼續執教保加利亞國家足球隊，他將退出國家隊。不過在2007年3月20日，他向斯托伊奇科夫作出道歉，并表示自己會重新作出選擇。但是彼得羅夫并沒能拿回自己的隊長袖標，迪米塔爾·貝爾巴托夫將成為保加利亞國家足球隊的隊長。

## 職業數據統計
| 球會表現 | 球會表現       | 球會表現             | 聯賽 | 聯賽 | 足總盃       | 足總盃       | 聯賽盃       | 聯賽盃       | 洲際賽 | 洲際賽 | 總數 | 總數 |
| 球季     | 球會           | 聯賽                 | 出場 | 入球 | 出場         | 入球         | 出場         | 入球         | 出場   | 入球   | 出場 | 入球 |
| 保加利亞 | 保加利亞       | 保加利亞             | 聯賽 | 聯賽 | 保加利亞盃   | 保加利亞盃   |              |              | 歐洲賽 | 歐洲賽 | 總數 | 總數 |
| -------- | -------------- | -------------------- | ---- | ---- | ------------ | ------------ | ------------ | ------------ | ------ | ------ | ---- | ---- |
| 1998/99  | 索菲亞中央陸軍 | 保加利亞足球甲級聯賽 | 29   | 3    | -            | -            | -            | -            | -      | -      | 29   | 3    |
| 蘇格蘭   | 蘇格蘭         | 蘇格蘭               | 聯賽 | 聯賽 | 蘇格蘭盃     | 蘇格蘭盃     | 蘇格蘭聯賽盃 | 蘇格蘭聯賽盃 | 歐洲賽 | 歐洲賽 | 總數 | 總數 |
| 1999/00  | 凱爾特人       | 蘇格蘭足球超級聯賽   | 26   | 1    | -            | -            | 2            | 0            | 1      | 0      | 29   | 1    |
| 2000/01  | 凱爾特人       | 蘇格蘭足球超級聯賽   | 28   | 7    | 3            | 0            | 2            | 0            | 5      | 1      | 38   | 8    |
| 2001/02  | 凱爾特人       | 蘇格蘭足球超級聯賽   | 28   | 6    | 5            | 1            | 3            | 0            | 8      | 1      | 44   | 8    |
| 2002/03  | 凱爾特人       | 蘇格蘭足球超級聯賽   | 34   | 12   | -            | -            | 2            | 0            | 14     | 2      | 50   | 14   |
| 2003/04  | 凱爾特人       | 蘇格蘭足球超級聯賽   | 35   | 6    | 5            | 3            | -            | -            | 15     | 1      | 55   | 7    |
| 2004/05  | 凱爾特人       | 蘇格蘭足球超級聯賽   | 37   | 11   | 5            | 1            | 1            | 0            | 6      | 0      | 50   | 12   |
| 2005/06  | 凱爾特人       | 蘇格蘭足球超級聯賽   | 37   | 10   | -            | -            | 4            | 0            | 2      | 0      | 43   | 10   |
| 2006/07  | 凱爾特人       | 蘇格蘭足球超級聯賽   | 3    | 2    | -            | -            | -            | -            | -      | -      | 3    | 2    |
| 英格蘭   | 英格蘭         | 英格蘭               | 聯賽 | 聯賽 | 英格蘭足總盃 | 英格蘭足總盃 | 英格蘭聯賽盃 | 英格蘭聯賽盃 | 歐洲賽 | 歐洲賽 | 總數 | 總數 |
| 2006/07  | 阿斯頓維拉     | 英格蘭足球超級聯賽   | 30   | 2    | 1            | 0            | 3            | 0            | -      | -      | 34   | 2    |
| 2007/08  | 阿斯頓維拉     | 英格蘭足球超級聯賽   | 28   | 1    | 1            | 0            | 2            | 0            | -      | -      | 31   | 1    |
| 2008/09  | 阿斯頓維拉     | 英格蘭足球超級聯賽   | 34   | 1    | 3            | 0            | 1            | 0            | 7      | 1      | 45   | 2    |
| 總和     | 保加利亞       | 保加利亞             | 29   | 3    | -            | -            | -            | -            | -      | -      | 29   | 3    |
| 總和     | 蘇格蘭         | 蘇格蘭               | 228  | 55   | 18           | 5            | 14           | 0            | 52     | 5      | 312  | 65   |
| 總和     | 英格蘭         | 英格蘭               | 92   | 4    | 5            | 0            | 6            | 0            | 7      | 1      | 110  | 5    |
| 總和     | 總和           | 總和                 | 349  | 62   | 23           | 5            | 20           | 0            | 59     | 6      | 451  | 2009 |

## 榮譽
俱樂部
- 蘇格蘭足球超級聯賽：2001, 2002, 2004, 2006.
- 蘇格蘭杯：2001, 2004, 2005.
- 蘇格蘭聯賽杯：2000, 2001, 2006.
- 聯盟杯 亞軍：2003

個人
- 蘇格蘭PFA年度最佳青年球員：2001
- 凱爾特人年度最佳球員：2005
- 由球員選出的阿斯頓維拉年度最佳球員：2009
- 由支持者選出的阿斯頓維拉年度最佳球員：2009
- 蘇超聯賽月度最佳球員：3次

## 外部連結
- 足球数据库：斯蒂利安·彼得羅夫的球员统计数据
- Aston Villa Official Website Profile
- FootballDatabase provides Stilian Petrov's profile and stats （页面存档备份，存于）
- Stilian Petrov Player Profile from Carling